# 彭廷選
彭廷選(1824-1866)字祖澤，父彭培桂，竹塹槺榔莊人，清道光年間拔貢，著《鳧湖居筆記》四卷及《傍榕小築詩文集》傳世。
彭廷選之《盂蘭竹枝詞》十二首，收錄於臺灣道徐宗幹所編《瀛洲校士錄》中，其中第十一首:「金錢縻費萬千償，何不存留備救荒。生渡方為真普度，舍人渡鬼總茫茫」，詩中批判台人中元普渡之鋪張浪費，迷信祭祀罔顧生者的行為。

## 開鑿烏瓦窰圳
彭廷選於竹塹鳩工開鑿烏瓦窰圳，自金門厝溪引水至陂，行至過溝仔莊、田莊及雙圈竹圍，又於溝仔莊分圳至萬興莊、頂油車港莊，灌溉田畝96甲，易荒埔曠野為沃土良田。